# Бари Съсман
Бари Съсман е американски публицист и анализатор на общественото мнение, занимаващ се с въпросите на обществената политика. Редактор е на градските новини във „Вашингтон Поуст“ по време на аферата „Уотъргейт“, като контролира голяма част от репортажите за аферата.

## Кариера
Дипломира се в Бруклинския колеж през 1956 г. по английски език и история и работи за рекламна агенция в Ню Йорк. Започва журналистическата си кариера през 1960 г. като репортер в Bristol Herald Courier – всекидневник с тираж от около 25 хил. бройки. Напуска след 16 месеца, но скоро се завръща като главен редактор, преди да се присъедини към „Вашингтон Поуст“ през 1965 г.
По време на скандала „Уотъргейт“ е редактор на градски новини във „Вашингтон Поуст“ и отговаря за отразяването на аферата, за което е награден с „Пулицър“ за обществена услуга през 1973 г.
След „Уотъргейт“ основа анкетата на „Вашингтон Поуст“, като проектира и провежда проучвания на общественото мнение и докладва за резултатите. Напуска „Вашингтон Поуст“ през 1987 г., за да стане управляващ редактор на националните новини в United Press International (UPI), като отговаря за 800 репортери и редактори в САЩ и още 40 във Вашингтонското бюро на UPI. Напуска UPI след по-малко от година и става независим социолог, фокусирайки се върху въпросите на обществената политика. Негови клиенти стават търговски асоциации, AFL-CIO и други групи по интереси. През 90-те години на XX век става консултант по международни новинарски медии, като работи във вестници в Испания, Португалия и седем страни от Латинска Америка. От 2003 до 2012 г. е редактор и мениджър на уебсайт на Watchdog Project на фондация „Ниман“ за журналистика в Харвардския университет, с репортажи на новини за обществената политика. Става член на борда на групата Innovation Media Consulting.
Бари Съсман е един от журналистите, профилирани в Investigating Power – уебсайт, отразяващ събития от най-новата американска история.
През септември 2011 г. Съсман става носител на награда за постижение за цял живот от Бруклинския колеж, неговата алма матер. Съсман е избран за редактор на годината от Вашингтон-Балтимор вестник Guild за работата си по Уотъргейт.

## Смърт
Съсман почива на 1 юни 2022 г. в дома си в Роквил, Мериленд от стомашно-чревно кървене.
Книгата му The Great Coverup: Nixon and the Scandal of Watergate е обявена от The New York Times за една от най-добрите книги на годината през 1974 г. Автор е на What Americans Really Think, публикувана от Pantheon през 1988 г., базиран на колони, които е писал, докато е социолог и анализатор на общественото мнение в The Washington Post, и Maverick: A Life in Politics, написан със и за бившия американски сенатор и губернатор на Кънектикът, Лоуел П. Уайкър, публикуван през 1995 г. от Little, Brown.